# الخضر/حزب الخضر الأمريكي
الخضر/حزب الخضر الأمريكي (بالإنجليزية: Greens/Green Party USA)، منظمة سياسية تشكلت من لجان المراسلات الخضر عام 1991 واعتُرف به كحزب سياسي وطني من قِبَل هيئة الانتخابات الاتحادية في الفترة من 1991 حتى 2005. كان مقره الأساسي في مدينة شيكاغو. ثم نُشِرَت مجلة سينثيسيز/ريجينيريشن الفصلية، وهي مجلة تابعة للفكر الاجتماعي الأخضر، في سانت لويس بميزوري. انقسم حزب الخضر الأمريكي السائد الآن عن مجموعة الخضر/حزب الخضر الأمريكي (جي – جي بي يو إس إيه) في عام 2001.

## التاريخ
تأسست منظمة الخضر- حزب الخضر الأمريكي في تجمّع الخضر في إلكينز بولاية فرجينيا الغربية في أغسطس عام 1991، وذلك بهدف إعادة هيكلة اللجان الخضر بما يتناسب مع فكرة أن حركة الخضر وحزب الخضر سوف يعملان كجزء من منظمة واحدة.
عُقِدَ مؤتمر صحفي في واشنطن العاصمة للإعلان عن المنظمة الجديدة التي تضُّم تشارلز بيتز (عضو لجنة التنسيق)، وهوي هوكينز وجوني ويتمور (رئيس الحزب الأخضر في ألاسكا)، إلى جانب هيلدا ماسون من حزب الدولة في العاصمة. وقد عُرِضَت الوثائق القانونية على شبكة سي-سبان المُتلفزة. فيما بعد، قُدِّمت الوثائق القانونية بموجب قانون ميسوري لتشكيل منظمة الخضر – حزب الخضر الأمريكي ضمن 527 مجموعة. واعترف هيئة الانتخابات الاتحادية بأنها حزب سياسي وطني عام 1991.
عُقِدَت اجتماعات أخرى في مدينة منيابولس (جامعة أوغسبورغ في يوليو عام 1992)؛ وفي مدينة سيراكيوز (في أغسطس عام 1993)؛ وفي مدينة بويسي (في يوليو عام 1994)، ومدينة ألباكركي (في جامعة نيومكسيكو بين 27 – 30 يوليو عام 1995)، وفي لوس أنجلوس (جامعة كاليفورنيا في أغسطس عام 1996)؛ وفي لورانس، ماساشوستس (في أغسطس عام 1997).
وفي مواعيد أخرى، عُدَّ «مركز تبادل المعلومات الأخضر» المكتب الإداري المركزي لمنظمة (جي – جي بي يو إس إيه). وقد قام بمهامه من مواقع مختلفة، بما في ذلك (مقره الأساسي) في كانساس سيتي، ميسوري؛ وفي بلودجيت ميلز، نيويورك؛ وفي لورانس، ماساشوستس؛ وفي شيكاغو.
على الرغم من تطوير هذه المنظمة على المستوى الوطني، إلا أنها أكدت على أن «المنطقة الخضراء المحلية» هي الوحدة التنظيمية الرئيسية. ولكن قاوم بعض من أعضائها الجهود الرامية إلى تنظيم أحزاب خضراء على مستوى الولايات، استنادًا إلى نظرية مفادها أن بيروقراطية الدولة معادية للطبيعة العضوية والديمقراطية لسكان المنطقة الخضراء المستقلين. كان النموذج في الأيام الأولى مستندًا إلى المنطقة الحيوية وليس إلى حدود الدولة. كما أشار أعضاء آخرون إلى أنه في معظم الولايات القضائية في الولايات المتحدة، تحظى الأحزاب السياسية بالاعتراف بها على مستوى الولايات، ومن ثم فإنه بدون منظمات على مستوى الدولة سيكون من الصعب على الخضر المشاركة في الأنشطة الانتخابية.
في مؤتمر عام 2001، الذي عُقِدَ في كاربونديل، إلينوي، في 21 يوليو، كان من المقرر أن ينظر المندوبون في اقتراح بوسطن، وهو اتفاق فصل السلطات بين المنظمة وبين رابطة أحزاب الدولة الخضر. تمثّل العديد من الحاضرين من أعضاء الجمعية العامة. فقد كان هناك صراع تنظيمي مكثف حول إمكانية «اعتماد» مندوبين مختلفين (وبالتالي منحهم امتيازات التصويت). لم ينجح هذا الاقتراح بالحصول على أغلبية الثلثين المطلوبة، على الرغم من أن أكثر من نصفهم كان قد صوّت بالموافقة (99 مؤيد، مقابل 81 معارض).
كانت النتيجة مثيرة للجدل إلى حد كبير، وفي نهاية المطاف أدّت إلى نزوح العديد من الناشطين في المنظمة، الذين سعى بعضهم إلى تشكيل التحالف الأخضر، وهي منظمة تهدف إلى جلب سياسات «الحركة» على غرار حركة (جي – جي بي يو إس إيه) إلى حزب الخضر في الولايات المتحدة.
في عام 2001، أسّس هيئة الانتخابات الاتحادية حزب الخضر في الولايات المتحدة واعترف به بوصفه لجنة وطنية، وأصبح أكبر بكثير من منظمة (جي – جي بي يو إس إيه). وفي عام 2005، فقدت المنظمة مركزها كحزب سياسي في هيئة الانتخابات الاتحادية، ولم تجرِ المطالبة بأي دخل أو نفقات لفترة من الوقت.
أبلغت لجنة التنسيق التابعة للمنظمة أعضاءها ومؤيديها بقرار حلّ الحزب في يناير عام 2019.

## وصلات خارجية
- الخضر/حزب الخضر الأمريكي (مؤرشف)
- الفكر الاجتماعي الأخضر
- مشروع محفوظات حزب الخضر